# Comuna Podeni, Mehedinți
Podeni este o comună în județul Mehedinți, Oltenia, România, formată din satele Gornenți, Mălărișca și Podeni (reședința).
Centrul de comună (satul Podeni) este străbătut de râul Bahna care își are izvoarele în amonte de Podeni. Cele două sate apartinatoare, Gornenți si Malarișca se gasesc pe partea dinspre podisul Mehedinți, dar în compunerea comunei există cîteva cătune mărișoare pe dealurile care mărginesc malul drept al râului Bahna (către orașul Băile Herculane din județul Caraș Severin). E vorba despre Sarafinești, Bolovanul și Satu din Mijloc. În sat cea mai mare sărbătoare este Sfântul Ilie (20 iulie). 
La 21 iunie 1938, Regele Mihai (pe atunci Principe, Voievod de Alba Iulia) parcurge cu clasa palatină traseul de drumeție  de la Podeni la Herculane.

## Demografie
Componența etnică a comunei Podeni
     Români (92,42%)
     Alte etnii (0%)
     Necunoscută (7,58%)
Componența confesională a comunei Podeni
     Ortodocși (90,82%)
     Alte religii (1,46%)
     Necunoscută (7,73%)
Conform recensământului efectuat în 2021, populația comunei Podeni se ridică la 686 de locuitori, în scădere față de recensământul anterior din 2011, când fuseseră înregistrați 854 de locuitori. Majoritatea locuitorilor sunt români (92,42%), iar pentru 7,58% nu se cunoaște apartenența etnică. Din punct de vedere confesional, majoritatea locuitorilor sunt ortodocși (90,82%), iar pentru 7,73% nu se cunoaște apartenența confesională.

## Politică și administrație
Comuna Podeni este administrată de un primar și un consiliu local compus din 9 consilieri. Primarul, Mihai Roată[*], de la Partidul Social Democrat, este în funcție din 2012. Începând cu alegerile locale din 2024, consiliul local are următoarea componență pe partide politice:
|  | Partid                          | Consilieri | Componența Consiliului | Componența Consiliului | Componența Consiliului | Componența Consiliului |
|  | ------------------------------- | ---------- | ---------------------- | ---------------------- | ---------------------- | ---------------------- |
|  | Partidul Social Democrat        | 4          |                        |                        |                        |                        |
|  | Partidul Puterii Umaniste       | 2          |                        |                        |                        |                        |
|  | Alianța pentru Unirea Românilor | 1          |                        |                        |                        |                        |
|  | Partidul Național Liberal       | 1          |                        |                        |                        |                        |
|  | Alianța Dreapta Unită           | 1          |                        |                        |                        |                        |

## Vezi și
- Biserica de lemn din Mălărișca
- Biserica Sfântul Proroc Ilie din Podeni
- Domogled - Valea Cernei (arie de protecție specială avifaunistică)
- Domogled - Valea Cernei (sit de importanță comunitară)
- Platoul Mehedinți (sit de importanță comunitară)